# Tišina
Pour les articles homonymes, voir Tišina (homonymie).
Tišina (Csendlak en hongrois) est une commune du nord-est de la Slovénie, située dans la région du Prekmurje. 

## Géographie

### Villages
Les villages qui composent la commune sont Borejci, Gederovci, Gradišče, Krajna, Murski Črnci, Murski Petrovci, Petanjci, Rankovci, Sodišinci, Tišina, Tropovci et Vanča vas.

## Démographie
Entre 1999 et 2008, la population de la commune de Tišina a diminué jusque sous le seuil des 4 000 habitants,.
Évolution démographique
| 1999  | 2000  | 2001  | 2002  | 2003  | 2004  | 2005  | 2006  | 2007  |
| ----- | ----- | ----- | ----- | ----- | ----- | ----- | ----- | ----- |
| 4 266 | 4 275 | 4 282 | 4 270 | 4 294 | 4 283 | 4 283 | 4 298 | 4 283 |
| 2008  | 2009  | 2010  | 2011  | 2012  | 2013  | 2014  | 2015  | 2016  |
| 4 257 | 4 143 | 4 159 | 4 134 | 4 140 | 4 124 | 4 107 | 4 084 | 4 039 |
| 2017  | 2018  | 2019  | 2020  | 2021  |       |       |       |       |
| 4 012 | 3 976 | 3 952 | 3 970 | 3 965 |       |       |       |       |

## Personnalités
- Simon Špilak (°1986), coureur cycliste